# Тышкевич, Александр Иосифович
граф Алекса́ндр Ио́сифович Тышке́вич (1864—1945) — общественный деятель Российской империи и Литвы, помещик.

## Биография
Родился в Париже 6 апреля 1864 года в польской католической семье. Отец — Юзеф Тышкевич (пол. Józef Tyszkiewicz; 1835—1891), представитель графского рода Тышкевичей, из дворян Виленской губернии, владелец дворца в Лентварисе. Мать — Зофья Хорваттов (пол. Zofia Horwattów; 1837—1919) имела венгерское происхождение.

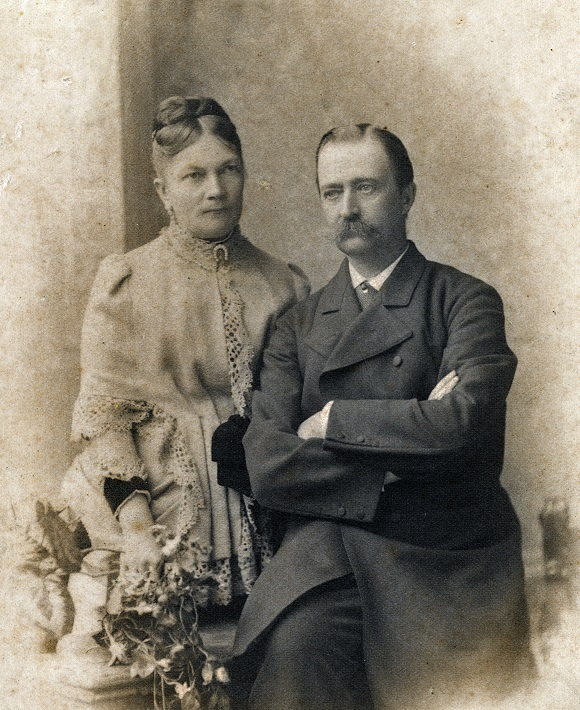
Юзеф и Зофья — родители А. И. Тышкевича. Фотограф Отто фон Бош,
Франкфурт-на-Майне, 1882—1885 гг.

В семье Юзефа и Зофьи родилось всего 12 детей: Зофья (1862—1862), Юзеф (1863—1867), Александр (1864—1945), Владислав (1865—1936), Антони (1866—1920), Юзеф (1868—1917), Феликс (1869—1933), Мария (1871—1943), Зофья Тышкевич-Дембинская (1874—1958), Елена Клотильда Тышкевич-Островская (1876—1953), Ян Матеуш (1877—1877), Казимир (1878—1878).
Окончил 6 классов 3-й Санкт-Петербургской военной гимназии. Экзамены за седьмой класс Тышкевич сдал при 1-й Санкт-Петербургской военной гимназии. Затем учился в Николаевском инженерном училище, которое окончил в 1883 году по 1-му разряду. Поступил на военную службу в гвардейский сапёрный батальон. В 1886 году уволился с военной службы в звании подпоручика, получив при этом чин камер-юнкера.
В 1887 году женился на Марии Пусловской, венчание произошло в Вильно, в Остробрамской часовне. Поселился в одном из своих имений в Ковенской губернии и занялся сельским хозяйством и общественной деятельностью. А. И. Тышкевич был крупным землевладельцем, его родовые имения в 1906 году составляли 31831 десятина земли в Виленской, Ковенской и Минской губерниях.
В 1892 году Тышкевич стал членом дворянского клуба в Вильно. В 1894 году был выбран представителем Сувалкской губернии для присутствия при коронации государя императора. С 1899 года — почётный мировой судья Тельшевского уезда Ковенской губернии. С 1900 года — член Ковенского сельскохозяйственного общества; с 10 марта 1905 года по июль 1906 года был вице-председателем этого общества. В конце 1905 года Тышкевич участвовал в работе Виленской земской комиссии, рассматривавшей вопрос о создании земств в литовских землях. Он поддержал Манифест 17 октября 1905 года, выступал за предоставление автономии отдельным частям империи, прежде всего западным губерниям, поддерживал идею культурного и экономического развития всех народов, проживавших в Литве и Белоруссии. По своим взглядам был близок к польским прогрессистам.
В 1906 году он был избран депутатом 1-й Государственной думы, но 27 марта 1906 года отказался от мандата, поскольку 24 марта был избран членом Государственного совета Российской империи от землевладельцев Ковенской губернии; входил в Польское коло. С 1906 по 1909 год он был членом постоянной Комиссии личного состава и внутреннего распорядка. В 1906 году был членом Комиссии по проверке правильности выборов членов Государственного совета. В 1909 году он был членом особой комиссии по законопроекту «О порядке установления нормальных цен для строительных операций по водным и шоссейным сообщениям». В 1909 году Тышкевич выбыл за окончанием срока полномочий из Государственного совета и вернулся к общественно-политической и хозяйственной деятельности в Ковенской губернии. В 1909 году при помощи Тышкевича в Телыпах была открыта гимназия.
В время Первой мировой войны 1914—1918 годов в связи с угрозой оккупации Ковенской губернии германскими войсками переехал в Петроград; 14 сентября 1914 года вошёл в Комитет великой княжны Татьяны Николаевны для оказания всемерной помощи лицам, пострадавшим от военных действий. В 1915 году Тышкевич стал начальником отдела Министерства внутренних дел по устройству беженцев. В 1917 году, после Февральской революции, вернулся в своё имение, в Ковенскую губернию. В началом проведения аграрной реформы в Литве переехал в Польшу, отошёл от политической деятельности. Во время Второй мировой войны при наступлении Красной армии в 1944 году Тышкевич переехал в Германию; где умер 27 августа 1945 года.

## Семья
Был женат на Марии Пусловской (пол. Maria Pusłowska; 1866—1939). Их дети: Станислав (1888—1965), Юзеф (1889—1967), Мария (1891—1896), Александра Мария Зофья Марцелина (1893—1983), Елена (ок. 1894 — ?), Казимир Виктор Юстин Мария (1896—1941), Анна Мария (1897—?), Ежи (1899—1939), Изабела (ок. 1900 — ?), Имакулата Мария Елена (1904—1990).